# Yoichi Akiba
Yoichi Akiba (秋葉 陽一 Akiba Yoichi?), född 23 november 1983 i Saitama prefektur, är en japansk före detta fotbollsspelare.
Akiba började sin karriär 2006 i Yokohama FC. 2008 flyttade han till Mito HollyHock. Han avslutade karriären 2008.